# 鄂柃
鄂柃（学名：Eurya hupehensis）为山茶科柃木属下的一个种。其种加词“hupehensis ”意为“湖北的”。